# Interlaken Golf Club
De Interlaken-Unterseen Golf Club is een Zwitserse golfclub bij Interlaken, in het Berner Oberland.
De golfclub heeft een 18-holes golfbaan, die op een lichtgolvend terrein ligt tussen de Thunersee en de Brienzersee. Door de baan loopt een riviertje naar de Thunersee. Tussen de baan en de Thunersee ligt het natuurgebied Weissenau.
De baan is aangelegd door golfbaanarchitect Donald Harradine. De werkzaamheden begonnen eind 1963 en in 1965 werden de eerste negen holes geopend. Ruim een jaar later waren ook de andere holes bespeelbaar. In 1994 heeft de club een nieuw clubhuis gebouwd.
In de periode 2003-2005 wordt de baan aan de moderne eisen aangepast door de Schotse golfbaanarchitect John Chilver-Stainer uit Brig.
De baan ligt op een hoogte van ongeveer 550 meter en is 's winters gesloten, meestal van 15 november tot midden mei.

## Trivia
In 2000 wordt het Kampioenschap voor professionals hier gespeeld. André Bossert en Steve Rey scoren beiden 211, Bossert wint de play-off.